# Bastion Maiano
Le Bastion Maiano (en italien Bastione Maiano), anciennement Baluardo delle Palle, est l'un des six bastions qui composent l'enceinte de Grosseto (province de Grosseto, Toscane).
Le bastion occupe le sommet sud-est des remparts de Grosseto, reliant le complexe du bastion Fortezza au bastion Cavallerizza, situé juste au-delà de Porta Vecchia.

## Histoire
Le bastion de Maiano a été le premier bastion des murailles de Grosseto à être construit lors des travaux de reconstruction réalisés par les Médicis dans la seconde moitié du XVIe siècle, sur la base d'un projet de Baldassarre Lanci. L'ouvrage fut achevé en 1566 reçut le nom de Baluardo delle Palle en raison de la présence d'une échauguette de forme hexagonale au-dessus d'un blason des Médicis, appelée casino delle palle.
La démilitarisation définitive des murailles et leur transformation en parc public de la ville ont commencé en 1833. Toutes les échauguettes le long du mur d'enceinte ont été démolies, à l'exception de deux présentes sur le bastion Fortezza et celle du bastion Maiano. Entre 1870 et 1872, le dépôt d'eau Maiano a été construit, conçu par Loresindo Pruneti. Le nouveau bâtiment avait pour tâche de recevoir l'eau pour alimenter Grosseto comme la fin du premier aqueduc de la ville, qui véhiculait les eaux du Maiano ; cependant, compte tenu des mauvais résultats, un nouvel aqueduc a été inauguré en 1896, entraînant la fermeture de celui de Maiano.
Pendant la Seconde Guerre mondiale, le bastion est touché par les bombardements anglo-américains, qui détruisent le casino delle palle, tandis que les armoiries de marbre sont restées intactes.
Entre 1997 et 2002, le périmètre extérieur du bastion a subi des travaux de réaménagement, avec l'excavation et la transformation en espace vert de l'ancien fossé du Maiano jusqu'à la Forteresse ; un projet de récupération du bastion Maiano a également été lancé, mais sa construction a duré dans le temps, il a d'abord été abandonné, puis repris en 2008 et enfin interrompu à nouveau en raison de travaux en cours. En juin 2002, une partie de la courtine a également été démolie, considérée comme un ajout du XIXe siècle, pour mettre le niveau supérieur du bastion en communication avec le Piazza Esperanto par un escalier en fer, jamais construit. Le chantier a été démantelé en 2013 et le bastion rendu à nouveau utilisable après la restauration du réservoir d'eau et la création de cheminements et de parterres fleuris.

## Description
Le bastion Maiano a une forme polygonale. Une série de tunnels qui, dans le passé, menaient à la zone des canonnières.
La promenade, qui relie le bastion Maiano au bastion Cavallerizza le long de la courtine, passe de manière suggestive au-dessus de Porta Vecchia ; peu avant, une descente permet d'atteindre la porte même depuis le sol.

## Galerie

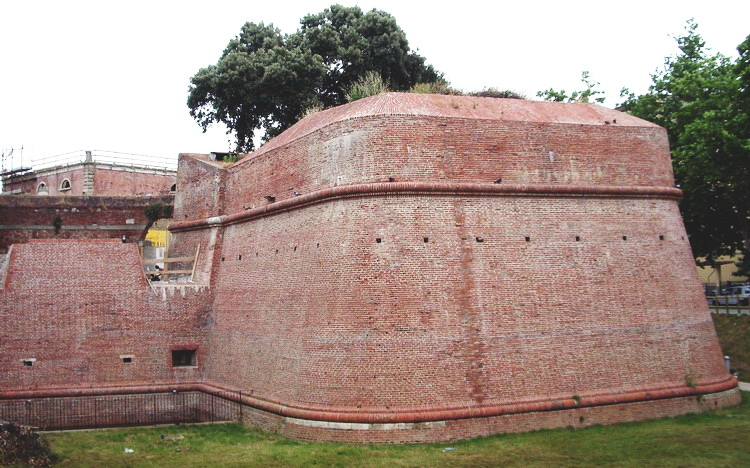
Le bastione sur piazza Esperanto
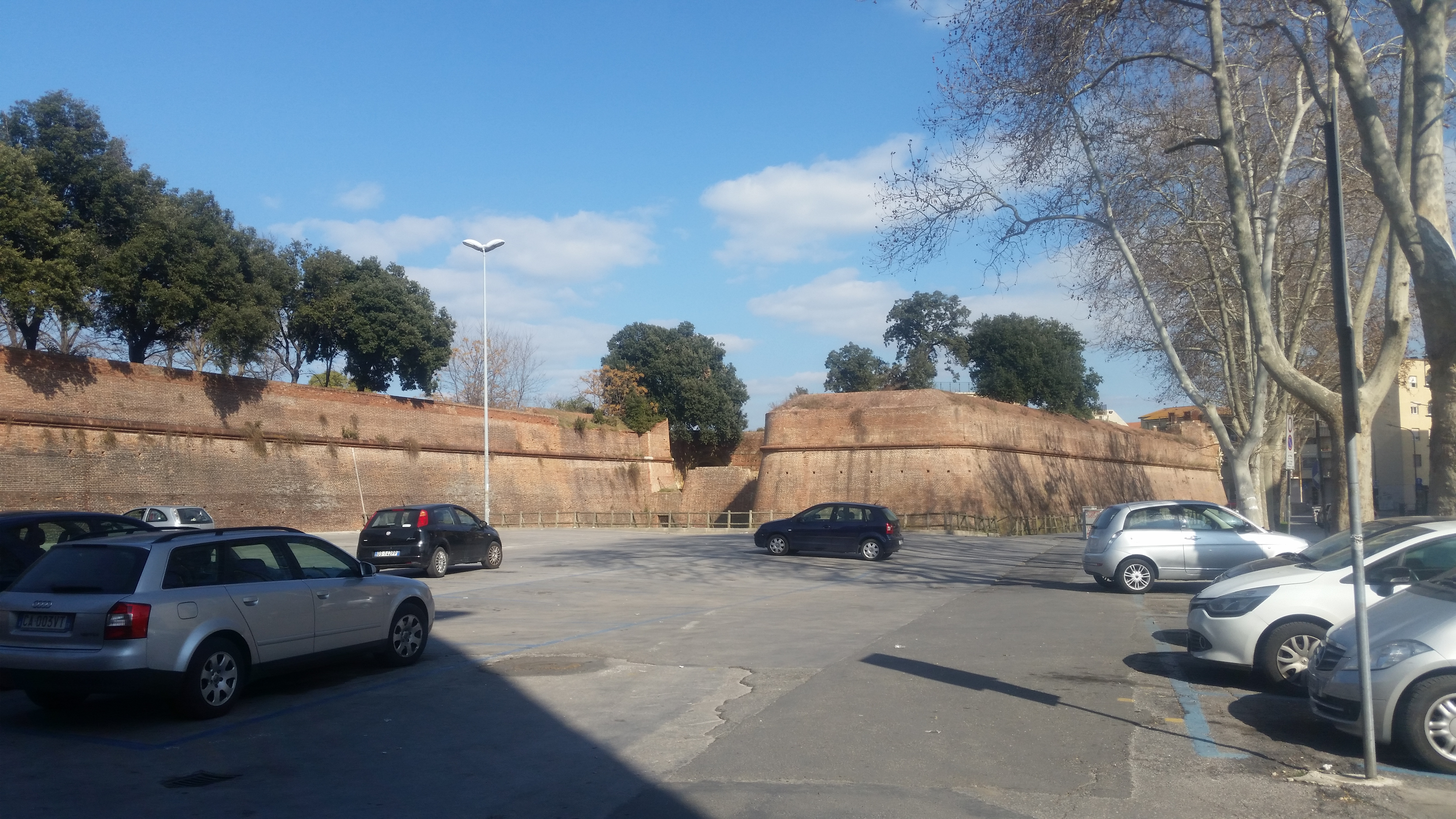
Le bastion vu de piazza Esperanto
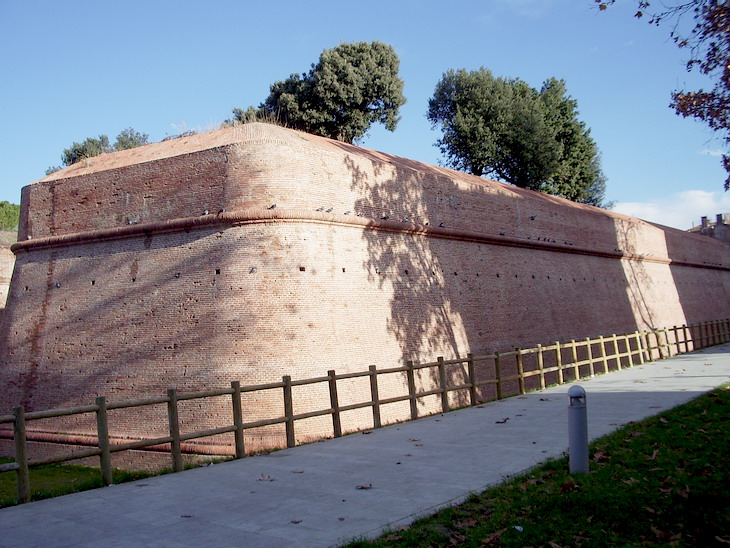
Bastione Maiano (côté sud-est)
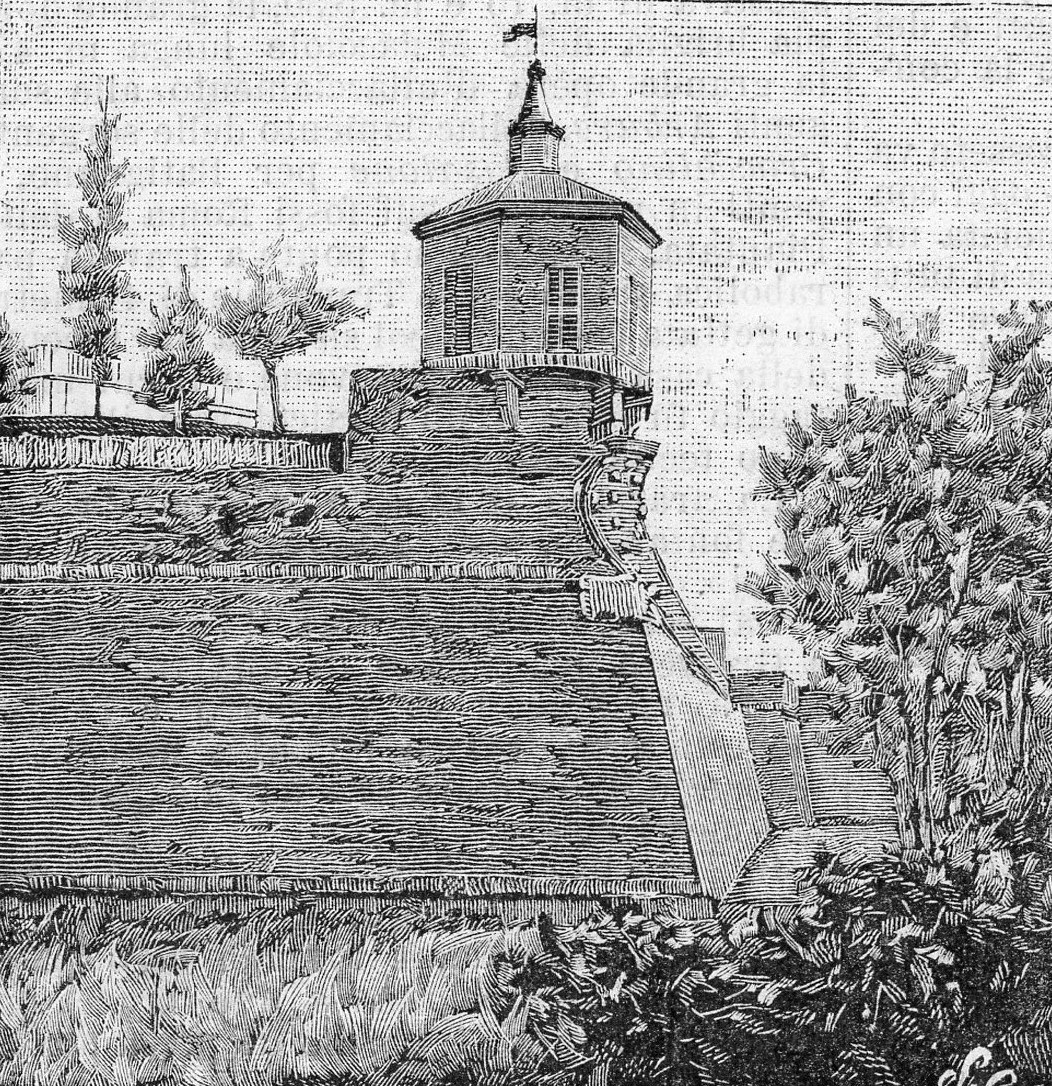
Le perdu casino delle palle (1896)